# Stavroúpoli
Stavroúpoli (grec moderne : Σταυρούπολη) est une ancienne municipalité de Grèce. Depuis 2011, elle fait partie du dème de Pávlos Melás.

## Démographie
Elle comptait plus de 40 000 habitants.